# Westhaven Nunatak
Westhaven Nunatak är en nunatak i Antarktis. Den ligger i Östantarktis. Australien gör anspråk på området. Toppen på Westhaven Nunatak är 2 420 meter över havet.
Terrängen runt Westhaven Nunatak är platt åt nordost, men åt sydväst är den kuperad. Trakten är obefolkad. Det finns inga samhällen i närheten.